# Cumberland Lodge

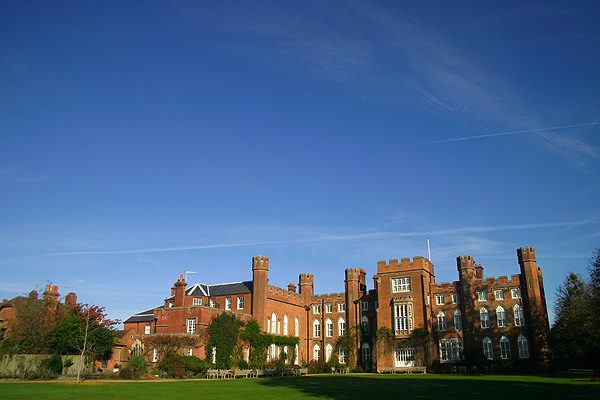
Cumberland Lodge, Ansicht der Garten-Seite

Cumberland Lodge ist das größte Anwesen im Windsor Great Park ca. 6 km südlich von Windsor Castle. Das Landhaus gehört zu den Königlichen Besitztümern in Windsor und war ursprünglich Wohnsitz der Ranger of Windsor Great Park, die traditionell dem Monarchen des Vereinigten Königreiches nahestehen. Das Anwesen mit Park, Gärten und Gebäude steht als Grade-I-Bauwerk unter Denkmalschutz. Seit 1947 wird das Anwesen von einer gemeinnützigen Bildungsorganisation genutzt. Cumberland Lodge wurde Mitte des 17. Jahrhunderts gebaut und ist als Grade-II-Bauwerk gelistet.

## Lage
Cumberland Lodge liegt auf einem ca. 120 ha großen Grundstück etwa 6 km südlich von Windsor Castle in Windsor in der englischen Grafschaft Berkshire. Es befindet sich im ältesten Teil des Windsor Great Parks. Das das Anwesen umgebende hügelige Grundstück liegt auf einem Plateau, das nach Südwest abfällt. Im Norden wird es von einer Straße begrenzt.
Cumberland Lodge bildet zusammen mit sechs weiteren Einheiten die Königlichen Besitztümer in Windsor ("Royal Estate Windsor"). Davon befinden sich in unmittelbarer Nähe zur Cumberland Lodge: Royal Lodge (im Norden), Virginia Water (südlich) und Savill Garden (südöstlich).

## Geschichte
Das Haus wurde um 1650 von einem Armee-Offizier mit Namen John Byfield erbaut, nachdem Oliver Cromwell Teile des Windsor Great Parks parzellieren und verkaufen ließ.  Das Haus wurde 1670 Byfield House später New Lodge genannt. Aber auch als Windsor Lodge oder Ranger Lodge bezeichnet. Nach der Restauration des Königtums unter Charles II. wurde das Haus zur offiziellen Residenz des „Ranger von Windsor Great Park“ bestimmt, einen der königlichen Hofbeamten.
In der Folge lebten meist nahe Angehörige des Monarchen in Cumberland Lodge.

## Bekannte Bewohner von Cumberland Lodge
- Sarah Churchill, Duchess of Marlborough (1702–1744); John Churchill, 1. Duke of Marlborough, welcher hier 1722 starb
- John Spencer (1744–1746)
- William Augustus, Duke of Cumberland, Sohn Königs George II. (1746–1765)
- Henry, Duke of Cumberland and Strathearn, Sohn Friedrich Ludwigs, Prince of Wales (1765–1790);
- George Spencer-Churchill, 5. Duke of Marlborough (bis 1822)
- Augustus Frederick, Duke of Sussex, Sohn Königs George III. (1830–1843);
- Helena von Großbritannien und Irland, Tochter der Königin Victoria und Ehefrau des Christian von Schleswig-Holstein-Sonderburg-Augustenburg (1846–1923);
- Marie Louise von Schleswig-Holstein-Sonderburg-Augustenburg (1872–1956)
- Lord FitzAlan of Derwent, letzter Lord Lieutenant of Ireland (1923–1947)

## Heutige Nutzung
Die Ideen von Amy Buller dienten als Anstoß für die Idee eines Wohnzentrums, in dem Studenten mit ihren Lehrern leben und in einer entspannten Atmosphäre die für sie wichtigen ethischen und sozialen Fragen außerhalb des normalen Studiums behandeln konnten. Sie gewann die aktive Unterstützung des Königs und der Königin, die das Unternehmen durch die Übergabe von Cumberland Lodge in die Tat umsetzten. Dabei erhielt die Stiftung 1968 ihre neue Bezeichnung King George VI and Queen Elizabeth Foundation of St. Catharine. Königin Elizabeth, die Königinmutter wurde Patron der Stiftung und Prinzessin Margaret, Countess of Snowdon wurde ihr Aufsichtsratsvorsitzender. Heutige Schirmherrin ist Königin Elizabeth II. Die Stiftung ist heute nach ihrem Sitz benannt: Cumberland Lodge.
Es finden in Cumberland Lodge Seminare, akademische Workshops und kurze Kurse von Gruppen von Stipendiaten statt, die hierher kommen, um im Rahmen der Philosophie die grundlegenden Annahmen, auf denen politische, wirtschaftliche und wissenschaftliche Aktivitäten beruhen, zu untersuchen. Jedes Jahr bekommt Cumberland Lodge mehrere tausend Bewerbungen. Pro Jahr werden 6 Stipendien an hervorragende Studenten der Studiengänge der Medizin, Psychologie und der Naturwissenschaften vergeben. Das Gebäude ist für die Öffentlichkeit nicht zugänglich.